# 沃雷济
沃雷济（法語：Vauxrezis）是法国皮卡第大区埃纳省的一个市镇，属于苏瓦松区北苏瓦松县。该市镇2009年时的人口为324人。

## 人口
沃雷济人口变化图示
| 数据来源：INSEE |